# Балыгычан (река)
Балыгычан (якут. Балыкчаан) — река на Дальнем Востоке России, в Магаданской области, правый приток Колымы.

## Гидрография
Образуется слиянием Левого и Правого Балыгычана. Длина реки 352 км (от истока Левого Балыгычана — 400 км). Площадь водосборного бассейна — 17 600 км² со средней высотой 600 нум. Бассейн расположен в зоне сплошного распространения вечной мерзлоты, в субарктическом климатическом поясе, в северотаёжной растительной зоне. В бассейне более 300 озёр.
Протекает по Колымскому нагорью на территории Омсукчанского и Среднеканского районов. В верховьях образуются наледи. Русло Балыгычана извилистое, в низовьях разбивается на пойменные протоки. Впадает в Колыму в 1353 км от её устья.
Питание в основном дождевое. Замерзает в начале октября, вскрывается в конце мая. Летом и в начале осени отмечаются дождевые паводки, возможно до пяти волн. Зимняя межень низкая.
Среднемноголетний расход воды в устье реки около 150 м³/с, объём стока 4,734 км³/год. Мутность воды 50—100 г/м³. Вода реки по химическому составу относится к гидрокарбонатному классу (с повышенным содержанием сульфатов) и кальциевой группе; минерализация не более 50 мг/л.

## Этимология
Название реки имеет тюркское происхождение и в переводе с якутского языка балыкчаан — «рыбка», «рыбёшка», «небольшая рыбная», где балык — «рыба», -чаан — уменьшительный аффикс.

## Ихтиофауна
В водах реки обитают хариус, чукучан, щука, а также сиговые.

## Хозяйственное значение
В верховье расположен посёлок Верхний Балыгычан.
На реке получил развитие водный туризм.

## Данные водного реестра
По данным государственного водного реестра России и геоинформационной системы водохозяйственного районирования территории РФ, подготовленной Федеральным агентством водных ресурсов:
- Бассейновый округ — Анадыро-Колымский
- Речной бассейн — Колыма
- Речной подбассейн — Колыма до впадения Омолона
- Водохозяйственный участок — Колыма от впадения реки Сеймчан до водомерного поста гидрометеорологической станции Коркодон
- Код водного объекта — 19010100312119000019498

## Притоки
Объекты перечислены по порядку от устья к истоку.
- 18 км: Кубань
- 21 км: река без названия
- 28 км: Дамир
- 32 км: река без названия
- 44 км: река без названия
- 45 км: река без названия
- 50 км: река без названия
- 55 км: река без названия
- 61 км: река без названия
- 63 км: река без названия
- 75 км: Бриз
- 77 км: Нижняя
- 82 км: Булур
- 83 км: река без названия
- 90 км: Азик
- 101 км: река без названия
- 104 км: река без названия
- 105 км: Громада
- 111 км: река без названия
- 114 км: река без названия
- 118 км: река без названия
- 119 км: Находка
- 120 км: река без названия
- 120 км: река без названия
- 130 км: Джагын
- 133 км: Ползун
- 134 км: Званка
- 136 км: Джокер
- 153 км: река без названия
- 158 км: Эльгенёк (в верховье Белый)
- 171 км: река без названия
- 181 км: Азгай
- 185 км: Спартак
- 189 км: река без названия
- 194 км: Лунный
- 200 км: Талай
- 201 км: Кырчан
- 218 км: Учасон
- 249 км: Проточный
- 254 км: река без названия
- 264 км: Амур
- 265 км: река без названия
- 270 км: Амандырхан
- 280 км: Пенеплен
- 294 км: Рио-Рита
- 294 км: Татьяна
- 304 км: река без названия
- 311 км: Нябол
- 314 км: река без названия
- 315 км: О-кей
- 322 км: река без названия
- 330 км: Галани
- 331 км: Останцевый
- 340 км: река без названия
- 344 км: Охотничья
- 347 км: Поединок
- 352 км: Правый Балыгычан
- 374 км: река без названия
- 387 км: река без названия